# ビル・ヘイリー
ウィリアム・ジョン・クリフトン・ヘイリー（William John Clifton Haley、1925年7月6日(または、1927年3月とも言われる)- 1981年2月9日）はアメリカのミュージシャン。1950年代中期に興るロックンロール・ブームの先駆者の1人。ヒット曲の「ロック・アラウンド・ザ・クロック」は「ロックンロールの古典」として最も著名な1曲である。

## 生い立ち
アメリカのミシガン州ハイランドパークに生まれる。幼少期に両親とともにフィラデルフィアに隣接するペンシルヴァニア州チェスターに移住した。当時、カントリーミュージックはスィングと共に地元ペンシルヴァニアでも非常に人気があり、ビルの音楽スタイルの基盤を形成した。10代の時、近郊の競売マーケットでの路上演奏により初めての収入を得る。ギタリストとして「カズン・リー・バンド(Cousin Lee Band)」～1944年「ダウン・ホーマーズ(Downhomers)」～「レンジ・ドリフターズ(Range Drifters)」に在籍、北西部の巡業を行う。1946年「ダウン・ホーマーズ」時代に最初の録音を経験する。

## レコードデビュー

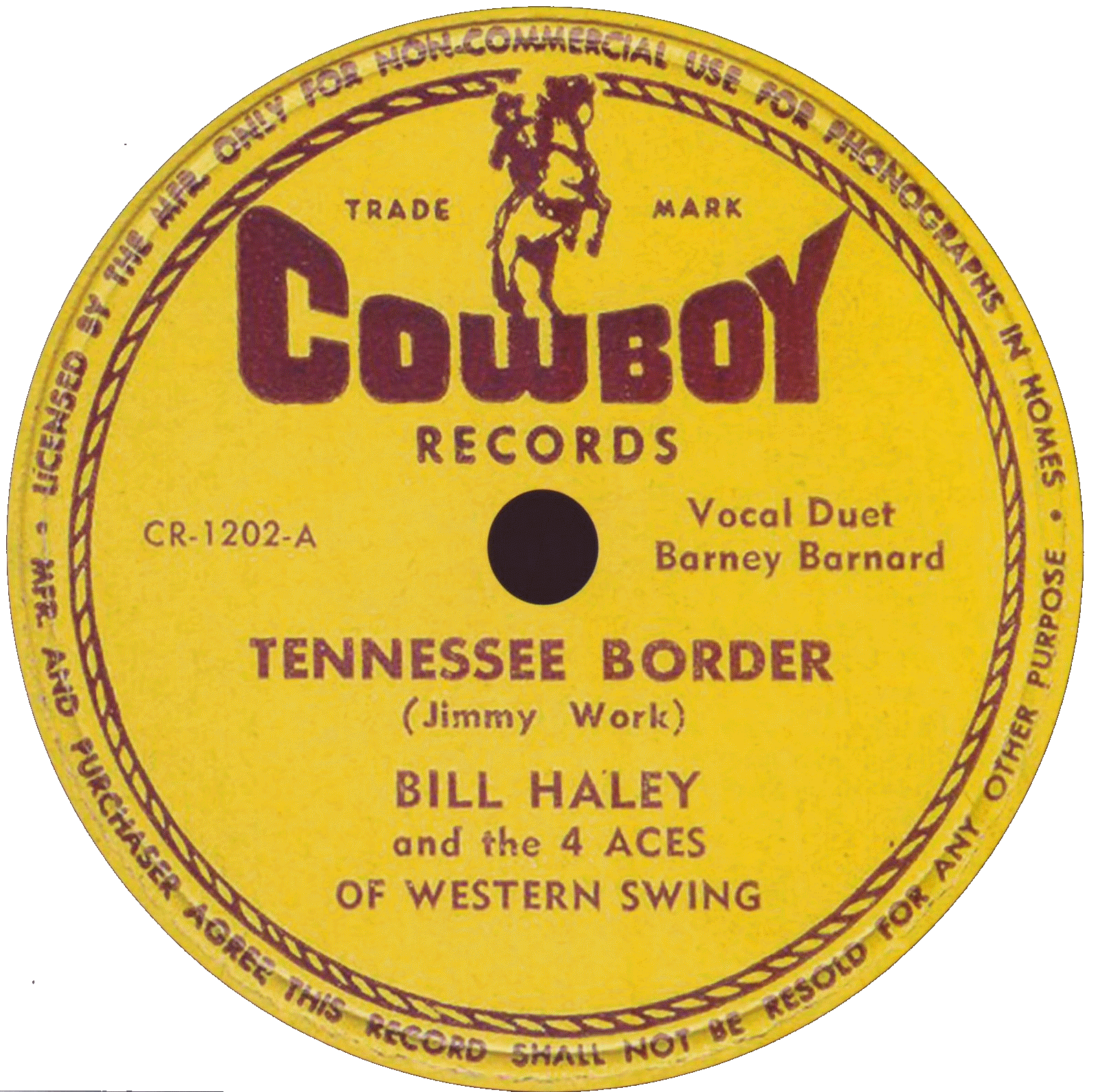
COWBOY CR-1202 Tennessee Border

- 1948/Aug.14  [Four Leaf Clover Blues / Too Many Parties And Too Many Pals](Cowboy CR-1201)
- 1949/Mar.19  [Candy Kisses  / Tennessee Border](Cowboy CR-1202)
- 1950/Apr.8   [ Deal Me A Hand  / Ten Gallon Stetson]（Keystone 5101）
- 1950/Apr.8   [ Susan Van Dusan / I'm Not To Blame ]（Keystone 5102 ）
- 1950/Oct     [ I'm Gonna Dry Ev'ry Tear With A Kiss / Why Do I Cry Over You?]（Atlantic 727）[4][注釈 1]（注）タイトル・クレジット左の日付はリリース日を指す。以下同様

1948年、地元チェスターに戻ると自身のバンド「フォーエイセス(Four Aces)」を結成、ラジオ局、WPWAに出演を始める。ジャック・ハワード(Jack Howard)とジム・マイヤーズ(Jim Myers)が共同経営するカウボーイ・レーベルで「キャンディ・キス(Candy Kisses)」（ジョージモーガン1949年ヒット）を含む2枚のシングルをリリースするもヒットには至らず、カウボーイ自体も少数のリリースののち消滅してしまう。その後、センター、キーストン、アトランティック等のレーベルを転々とするがヒットに恵まれず、WPWAへの出演で糊口をしのいでいた。 また、1950年にはバンド名を「フォーエイセス」から「ザ・サドルメン(The Saddlemen)」に変更している。

## ホリデイ/エセックス時代

### 1951年 黒人音楽
- July.14 [Rocket 88 / Tearstains on My Heart] (Holiday 105)
- Sept.29 [Green Tree Boogie / Down Deep in My Heart] (Holiday 108)
- Dec.8  [A Year Ago This Christmas/ I Don't Want To Be Alone For Christmas] (Holiday 111)[4]

この年ビルはフィラデルフィアでホリデイ(Holiday)、エセックス(Essex)などのレーベルを経営するデイブ・ミラー(Dave Miller)と契約を交わす。最初の録音となったのはミラーの意向によりシカゴのチェス・レコードからリリースされたジャッキー・ブレンストン（Jackie Brenston）のカヴァー「ロケット88(Rocket 88)」が選ばれた。録音はWPWAの地下の石炭倉庫で行われた。当時、一般的にタブーとされていた白人による黒人音楽のカヴァーだったが、ミラーはこのレコードの宣伝にあたって白人黒人双方の購買層を狙うため、ビルが白人であることを伏せ、写真も使用しなかった。1万枚販売。

### 1952年 創造の瞬間
- Feb.23 [Jukebox Cannonball/ Sundown Boogie] (Holiday 113)
- Apr.26 [Rock the Joint / Icy Heart] (Essex 303)
- June   [Dance with a Dolly / Rocking Chair on the Moon] (Essex 305)
- Sept   [Beatn'around the mulberry bush/Real rock drive] (Essex 45-310)[4]

当時ビルが出演していたラジオ局WPWAでは「ジャッジ・リズム・コート（リズムの裁判判決）」(DJ ジム・リーヴス)という番組があり、そのテーマ音楽としてジミー・プレストン(Jimmy Preston)の「ロック・ザ・ジョイント（Rock The Joint）」を使用していた。ヒルビリー音楽には無い高揚感を持つこの曲をビルは気に入っていて、歌詞の一部を変更し録音、カントリー・バラード「アイシー・ハート（Icy Heart）」とのカップリングで発売される。A面の『アイシー・ハート』の宣伝を目的としたプロモーション・ツアーを行ったが、ポップ系DJからはB面の『ロック・ザ・ジョイント』に話題が集中した。15万枚販売。後日談になるが1955年「ロック・アラウンド・ザ・クロック」がヒットした時、「ロック・ザ・ジョイント」の著作権を所有するゴーサム(Gotham)レコードの経営者アイヴァン・バラン(Ivan Ballan)は「ロック・アラウンド～」に対して盗作の訴訟を起こしている(後に和解)。
当時のビルのマネージャー、ジャック・ハワード(カウボーイ・レコードの経営者と同一人物)は、こう答えている。「ある日女性のブッキング・エージェントから2週間350ドルでの出演依頼を受けた。その「ザ・ツインバー」という店でビル達が「ロック・ザ・ジョイント」を演奏をしだすと観客はざわめき、揺れだした。当時誰も気が付かなかったが、それがロックンロール創造の瞬間だった」。2週の契約が18か月に延長された。この年の9月にはバンド名を「サドルメン」から「コメッツ(Comets)」に変更している。

### 1953年 全米ヒット

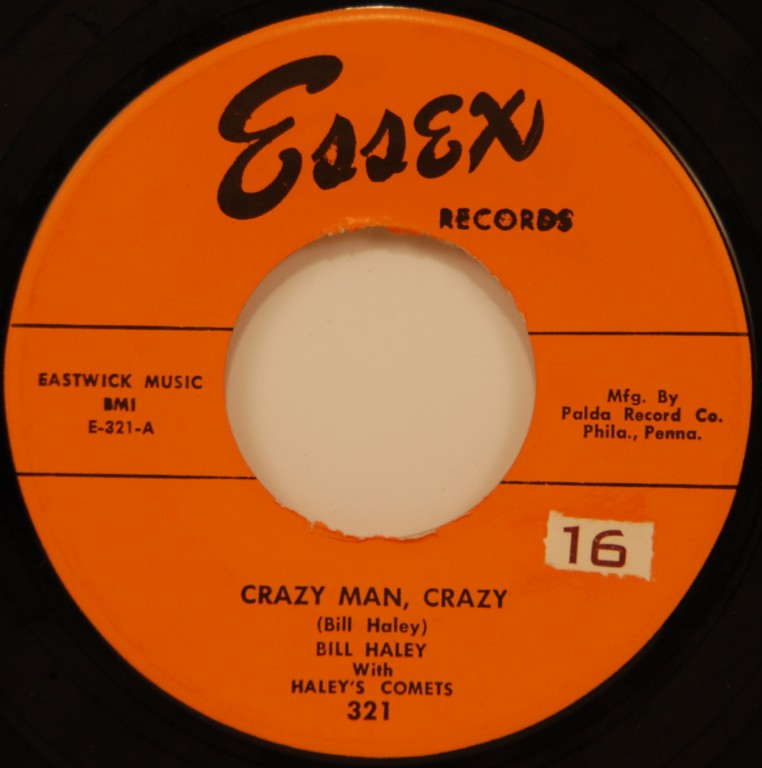
Essex 321 Crazy Man Crazy

- Apr     [Crazy, man, crazy / What' cha gonna do] （Essex 321）
- June    [Fractured / Pat-a-cake] （Essex 327）
- Aug     [Live it up / Farewell, so long, boodbye ]（Essex 332）
- Dec     [I'll be true / Ten little indians ]（Essex 340）
- 1954 Mar.20  [Straight jacket / Chattanooga choo choo](Essex 348)[4]

4月「クレイジー・マン・クレイジー（Crazy Man Crazy）」発売。ビル曰く「若者達のダンスの時の掛け声に触発されて書いた」この曲は、1953年5月23日ビルボード誌ホット100の最高12位を記録、最終的に100万枚を売り上げる。この時期からバンドの編成にドラムとサックスが追加されロックンロールサウンドへ向かう。「フラクチャード」(24位)「ライブ・イット・アップ」(25位)とバンドは上り坂にあった。「ストレート・ジャケット」のリリースをもって、エセックスとの契約終了。
移籍～それぞれの思惑
デッカ・レコードのA＆Rマン、ミルト・ゲイブラーの回想。「ジム・マイヤーズから電話が来た。『ビル・ヘイリーをご存知ですか？』私は答えた。『もちろん。クレージー・マン・クレイジーは覚えているさ』話を聞くとビルのエセックスからの移籍先を探しているらしい。『ぜひ会って話を聞かせてもらいたい』しばらくするとビルとマイヤーズの二人がやってきた。現在エセックスではミラーが弦楽器のオーケストラに力を入れていてビルは冷遇されていること、マイヤーズは自身が版権を持つ曲をビルに提供しても録音ができないことなどを語った。私はその『ロック・アラウンド・ザ・クロック』という曲をデッカでの最初のセッションで録音することを含めた条件で彼らと大筋の合意をした。」デッカは6か月前にアラディンへ移籍したルイ・ジョーダンのフォローを必要としていた。

## デッカ時代

### 1954年 幸運のチケット

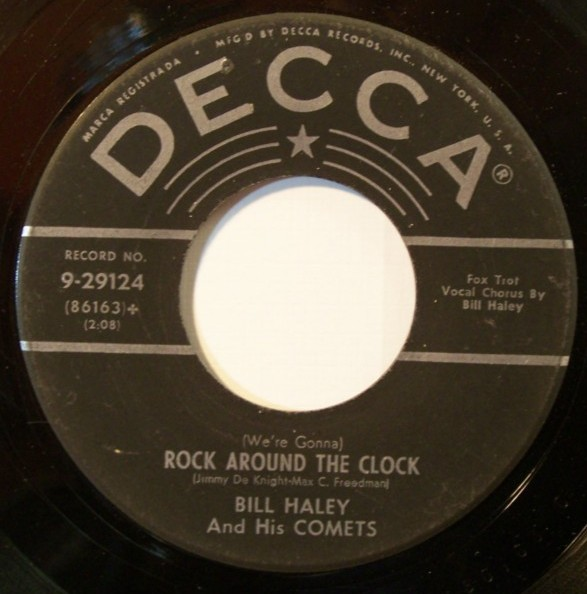
Decca 9-29124 (We'reGonna)Rock Around The Clock

- May.15   [ (We're Gonna) Rock Around The Clock /Thirteen Women (And Only One Man In Town)](Decca 9-29124)
- July.10  [Shake, Rattle And Roll/A.B.C. Boogie] (Decca 9-29204 )
- Oct..30  [Happy Baby / Dim, Dim The Lights (I Want Some Atmosphere)] (Decca 9-29317)[4]

1954年4月1日デッカ・レコードと契約。その内容は年間4枚のシングルリリース、2,000のラジオ局DJへサンプル・レコードの配布、5％の印税、その5万ドルの先払い、ビルボードとキャッシュボックスへの全面広告掲載が保証された優れたものだった。5月「ロック・アラウンド・ザ・クロック」、7月「シェイク・ラトル・アンド・ロール」をリリース。後者は ビルボードのポップチャートで最高7位の大ヒットとなった。「シェイク～」録音の10日後6月17日にギタリストのダニー・セドロン（Danny Cedrone）が急死、フラニー・ビーチャー（Franny Beecher）が加入する。10月、初の出演映画となる「Roundup of Rhythm」公開、3曲を演奏する。
フラニー・ビーチャーはボブ・バーマンのインタビューで当時をこう語る。「最初のセッションの時のこと、私はギターソロのパートでジャズのフィーリングでプレイしたところ、最初の4小節でバンド全体の演奏が止まりました。ビルが私に言いました。『それじゃレコードが売れないよ』。それからはメジャースケール（長音階）を強く意識して♭5度などのブルーノートは使用しませんでした。」175ドルでスタートした週給が300ドルまでハネ上がった（コメッツ・メンバーの給与形態は週給だった）。それはバンドの稼働いかんに関わらず支払われ、演奏旅行の費用、ユニフォーム、機材の購入、そしてセッション毎のギャランティーは別途支給された。「当時これだけ稼いでいたミュージシャンは他にいません。私は3台のリンカーン・コンチネンタルを所有していましたが、洗車をする必要がありませんでした。少しでもほこりが付けばその車を下取りに出し、新車を購入出来たのです。」

### 1955年 ロックンロール・エラ
- Feb.12  [Birth Of The Boogie/Mambo Rock]（Decca 9-29418）
- June 25 [Razzle-Dazzle/ Two Hound Dogs] （Decca 9-29552）
- Nov.12  [Rock-A-Beatin' Boogie/Burn That Candle] （Decca 9-29713）
- Dec.31  [ See You Later, Alligator/The Paper Boy (On Main Street, U.S.A.)]（Decca 9-29791）[4]。

前年に発売された「ロック・アラウンド・ザ・クロック」がMGM映画「暴力教室」のオープニングとして使用され、ビルボードチャートにおいて7月9日から8月27日まで8週連続1位という大ヒットを記録する。これをきっかけにアメリカをはじめ世界的なロックン・ロール・ブームが起こる。9月、ジョーイ・ディアンブロシア(テナーサックス)、ディック・リチャーズ(ドラム)、マーシャル・ライテル(ベース)の3人がコメッツを脱退,ザ・ジョディマーズ(Jodimars)を結成する。代わってルディ・ポンピリ(テナーサックス)、ラルフ・ジョーンズ(ドラム)、アル・レックス(ベース)が加入。

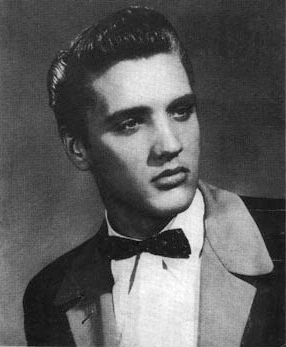
Elvis Presley 1954

コメッツのベーシスト、マーシャル・ライテルは「ロック・アラウンド～」の当時の反響についてこう述べている。「ビルの新車のキャディラックに乗ってNYからボストンに赴く際のことです。ラジオのスイッチを入れると「ロック・アラウンド～」がオンエアされている。別の局に切り替えてもやはり「ロック・アラウンド～」が流れました。次の局、次の局と、やはり同じでした。その朝の2分間だけで12のラジオ局が「ロック・アラウンド～」を放送していたのです。」
「ジャンボリー・アトラクション」がプロモートする中西部のパッケージ・ツアーに参加。同行するミュージシャンの中に若い歌手がいた。コメッツと対照的にその若者のバック・バンドは貧弱であった。ビルは彼に「アップ・テンポの曲に集中すべき」とアドバイスする。サン・レコードに在籍するエルヴィス・プレスリーだった。10月、クリーブランドで二人は再会する。当時アメリカでもっとも影響力を持つDJビル・ランドル(Bill Randle)を描いたドキュメンタリー映画「クリーブランドの『ハーメルンの笛吹』（注 巧みな誘導者の意）」の中で使用されるコンサートのシーンの撮影のためである。撮影は10月20日の午後から夕方にかけてブルックリン高校で行われた。ビルとエルヴィスがオープニングアクトを務めパット・ブーン、フォー・ラッドも出演。これはエルヴィスの最初の商業映画の映像だが当時の公開を除き未発表となっている。

### 1956年 狂騒とビジネス

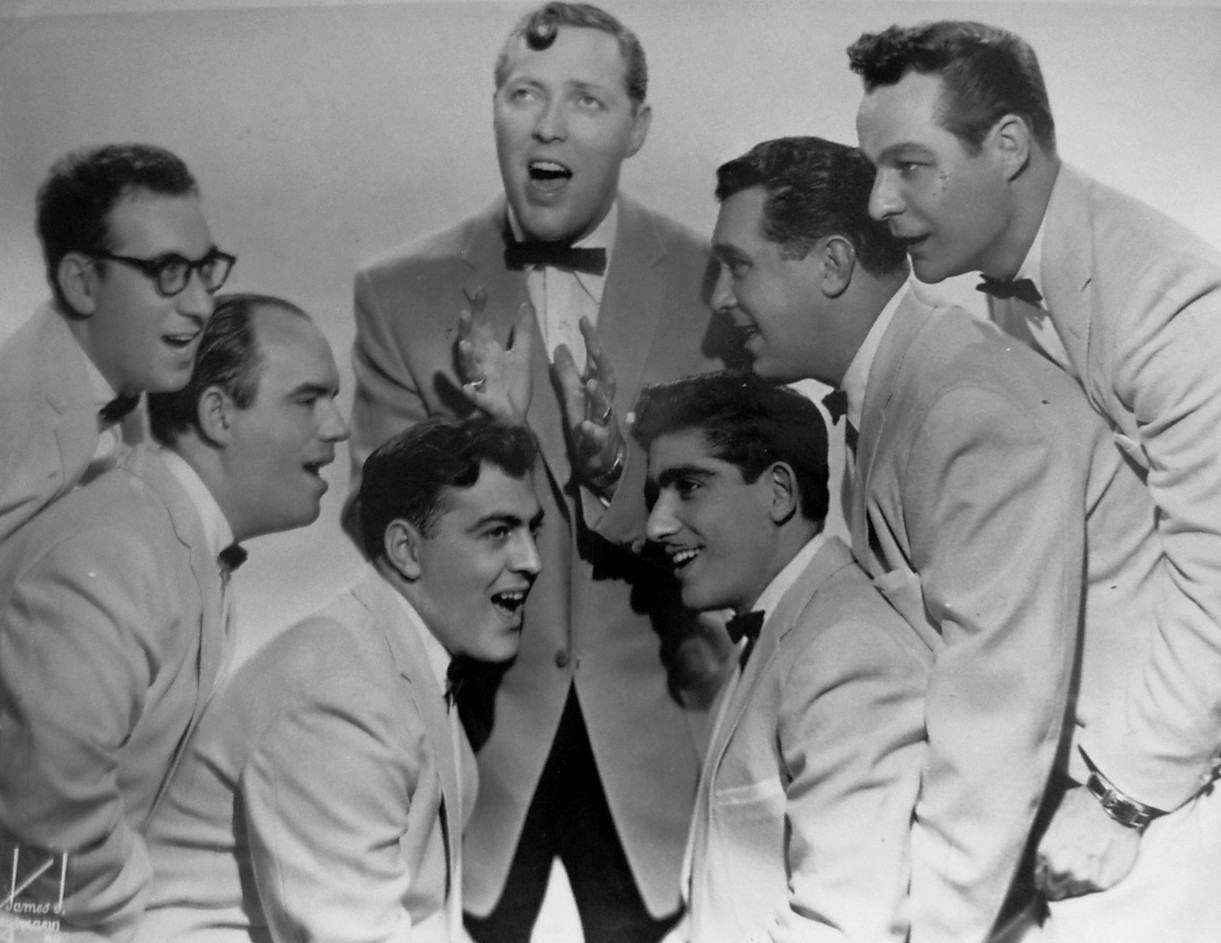
Bill Haley and the Comets1956

- Mar.24  [The Saints Rock 'N Roll/R-O-C-K]( Decca 9-29870 )
- June 2  [Hot Dog Buddy Buddy/Rockin' Through The Rye ](Decca 9-29948)
- July 28 [Rip It Up/Teenager's Mother (Are You Right?)] (Decca 9-30028)
- Oct.13  [Blue Comet Blue/Rudy's Rock] (Decca 9-30085)
- Dec.1   [Choo Choo Ch'boogie/Don't Knock The Rock](Decca 9-30148)[4]

1月「シー・ユー・レイター・アリゲーター」(ボビー・チャールズのカバー)が最高7位100万枚を超えるヒット。同月エルヴィス・プレスリーがRCAビクターからメジャーデビュー。ロックンロール・ブームが加熱し社会現象に発展。
「ロックンロール害悪論」が起こる。一部の識者はこの新種の音楽を「暴力行為のサウンドトラック」、あるいは「白人と黒人の分離を崩壊させるための扇動」と非難した。この一連のバッシングに対しビルは穏やかに反論している。「ロックンロールは、人種差別に対処するために役立ちます。私たちは黒人音楽も演奏します。白人と黒人が同じステージを共有しパフォーマーが演奏している間、子供たちが並んで座って音楽を楽しんでいるのを見ました。子供たちが音楽を聴いているとき、トラブルにはつながりません」。論争はロックンロール最初のメッセージソング「ティーン・ネイジャーズ・マザー」を生み出した。この年計9曲をヒット・チャートに送り込む。
デッカの標準的契約では1枚のレコードの販売価格（89セント）から3％（2.7セント）がミュージシャンの取り分となる。この年、ビルはジャック・ハワードと共同経営の形で音楽社出版社を設立する。「Valleybrook」（ASCAP）と「Seabreeze」（BMI）、この二つの出版社が提供する楽曲をビルがヒットさせれば収入は倍増、と言う訳だ。しかし自家製出版社が最高の曲を作り続けるのなら話は別だが、実際には10万枚しか売れないビルの曲より100万枚売れる他人の曲の方がはるかに有益だった。「彼らは自分たちが版権を所有している曲しか録音したがらなくなった。」とミルト・ゲイブラーも当時を嘆いている。

### 1957年 斜陽
- Mar.2  [Forty Cups Of Coffee / Hook, Line And Sinker] （Decca  9-30214）
- May 27 [( You Hit The Wrong Note) Billy Goat / Rockin' Rollin' Rover]（ Decca 9-30314）
- Aug.5  [The Dipsy Doodle /Miss You]（ Decca  9-30394）
- Oct.21 [Rock The Joint /How Many]（ Decca 9-30461）
- Dec.23 [ Mary, Mary Lou /It's A Sin] (Decca 9-30530)[4]

1月、ジョー・ターナー、ラヴァーン・ベイカーらとオーストラリア・ツアーに出る。ビルは体調不良を理由にキャンセルしたステージに関し訴訟を起こされるなどしたが、3週間で33万人を集客する。2月イギリス・ツアー。当時イギリスではヒステリーに近いロックンロール・ブームが起きており、トミー・スティール、ロニー・ドネガンなど自国のスターが人気を博していた。イギリスにとって初めてのロック・スターの来訪にサウザンプトンからロンドンまで特別列車が用意され、ワーテルロー駅（英語読みはウォータールー）に4,000人のファンが押し寄せた。メディアは「第二のワーテルローの戦い」と報じる。
国外ツアーの盛況とは裏腹にレコードのセールスは低下していた。前年9月「ラズル・ダズル」（最高15位）が最後のトップ20となっており、停滞ムードを払拭すべく試行錯誤が始まる。古い世代を意識したLP「ロッキン・オールディーズ」、海外での知名度に当て込んだLP「 ロッキン・アラウンド・ザ・ワールド」が制作される。だがシングル「ビリー・ゴート」が最高60位を記録して早々とチャートから姿を消す時、ブラウン管の中ではジェリー・リー・ルイスが「ホール・ロッタ・シェイキン・ゴーイン・オン」を演奏、新たなロック・ミュージックの定義を主張していた。8月リリース「ディプシー・ドゥードル」はチャートインしない初めてのデッカシングルとなってしまう。時代は彼らの前を足早に通り過ぎようとしていた。

### 1958年～1959年
- 1958/Mar.3  [Skinny Minnie/ Sway With Me ](Decca 9-30592)
- 1958/July 7 [Lean Jean /Don't Nobody Move] (Decca 9-30681)
- 1958/Sept.  [Borderline Label shot Whoa Mabel! / Chiquita Linda (Un Poquito De Tu Amor?)]( Decca 9-30741)
- 1958/Nov.17 [Corrine, Corrina/B.B. Betty ](Decca  9-30781)
- 1959/Feb.16 [I Got A Woman /Charmaine](Decca 9-30844 )
- 1959/Mar.23 [Where'd You Go Last Night/ ( Now And Then There's) A Fool Such As I ](Decca 9-30873 )
- 1959/June 22 [Caldonia /Shaky](Decca 9-30926)
- 1959/Aug.3  [Ooh! Look-A-There, Ain't She Pretty/Joey's Song ](Decca 9-30956)
- 1959/Dec 28 [Skokiaan (South African Song)/Puerto Rican Peddler](Decca 9-31030)[4]

'58年4月「スキニー・ミニー」最高22位のヒット。同年秋ヨーロッパ・ツアー。10月26日、西ベルリンのスポーツ・パラセットでの公演中、暴動が起こり多数の怪我人、逮捕者が出る。翌日カテリーナ・ヴァレンテ(Caterina Valente)主演の映画(Hier bin ich – hier bleib ich)に出演。
'58年末、ビルは二つの問題を抱えていた。IRS（米国国税庁）はビルの所得税率を50％とし差押さえを開始する。課税の対象外となる海外市場に目を向けるのは当然の成り行きだった。そしてもう一つは、ビルが資金を投資し、マネージャーのジム・ファーガソンに運営をまかせていた製鉄所、予約代理店、スタジオ、アートギャラリーなど全ての事業が破綻をきたしていた。これらの問題を解消させるであろうヒット曲が思うように出ない。スタイル・チェンジの必要に迫られたが、プロのソング・ライターでは無い彼らはすぐにアイディアが枯渇してしまう。以下ゲイブラー談。「私たちができた唯一の変化と言えば'59年に「ジョーイズ・ソング」をヒットさせカムバックした時だろう。当時、年配の購買層に人気があったビリー・ヴォーン楽団のようにギターとサックスのハーモニーを持たせた。ビルは最先端のロックシーンに追いつくことは難しくなっていたので、私はその方向へ行こう思った。」
しかし、以降レコードのセールスはアメリカ、イギリス共に低迷し再びヒット・メーカーとして返り咲くことはなかった。その理由としてゲイブラーは「エルヴィス・プレスリーなど若いロック・スターの台頭、ビルの自分の音楽への固執、ロック・ミュージックの急激な進化」を挙げている。1959年デッカ・レコードとの契約終了。

## 1960年以降

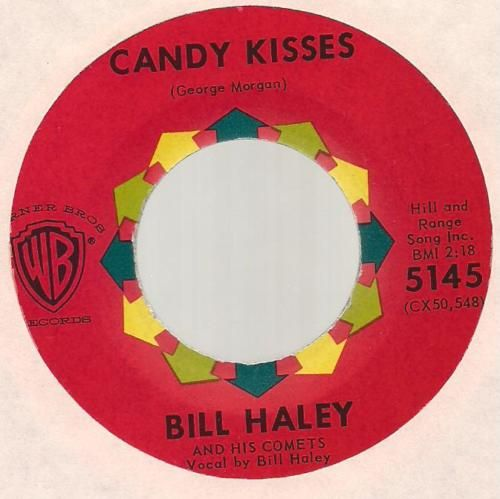
Warner Bros. 5145 Candy Kisses 1960年

- 1960 Jan [Tamiami/Candy Kisses](Warner Bros 5145)
- 1960 Apr.25 [Chick Safari/Hawk] (Warner Bros 5154)
- 1960 Aug.8 [So Right Tonight/Let The Good Times Roll,Creole](Warner Bros 5171)
- 1961 June.19 [Flip,Flop And Fly/Honky Tonk](Warner Bros 5226)
- 1961 Aug [The Spanish Twist/My Kind Of Woman] (Gone 5111)
- 1961 Nov [Riviera/War Paint] (Gone 5116)
- 1963 [Dance Around The Clock/ What Can I Say After I Say I'm Sorry](Nicetown 5024)
- 1963 [Tandy//You Call Everybody Darling](Nicetown 5025)
- 1963 Apr [Tenor Man/Up Goes My Love](Newtown 5013)
- 1964 [ABC Boogie/Rock Around The Clock](Kasey 7006)
- 1964 [Jul The Green Door/Yeah! She's Evil](Decca 31650)
- 1965 [Burn That Candle/ Stop, Look and Listen](Apt 45-25081)
- 1965 August.28 [Tongue Tied Tony/Haley A Go Go](Apt 45-25087)
- 1969 Jan [That's How I Got To Memphis/ Ain't Love Funny,Ha Ha Ha](UA 50483)
- 1970 Apr [Framed/ Rock Around the Clock](Buddah BDA 169)
- 1971 [A Little Piece At A Time/Travelin'Band](Janus J-162)[11]

1960年ワーナー・ブラザースへ移籍。翌'61年メキシコへ移住、オルフェオンと契約。「フロリダ・ツイスト」「ツイスト・エスパニョール」のヒットを出し同国にツイストブームを起こす。'60年代後半ロックンロール・リバイバルの気運が高まり再び脚光を浴びる。1970年代、ヨーロッパや北米など海外での公演を中心に活動。'79年11月10日、英国「ロイヤル・バラエティ・パフォーマンス」において女王エリザベス2世に拝謁。'80年ブラジル・ツアー直前に脳腫瘍と診断される。1981年2月9日死去。享年55。

## 記録
「ロック・アラウンド・ザ・クロック」は、「ロックンロールの最初で最大のヒット曲」とされ、ギネス・ワールド・レコーズの認定によれば、世界中で通算2500万枚（推定）を売り上げたとされる。1987年に「ロックの殿堂」入りを果たした。

## パイオニアとして
「ロックンロールの父」（アラン・フリード、ディスクジョッキー）
「自分たちの音楽は、後にロックンロールと言われるものと本質的な違いはなかった。異なる点と言えばドラムとベースがビートを強調しギターの音量がアンプによって増幅されたこと。」（ルイ・ジョーダン、バンドリーダー）
「私が吹き込んだ最初のロックンロールは『ロケット88』です。」（ビル・ヘイリー） 
「C&WとR&Bの奇妙な混合」(ビルボード誌 『ロック・ザ・ジョイント』への評 1952年)
「ビッグ・ビル・ヘイリーが最初に春の到来を告げた。」（イアン・デューリー、ロックミュージシャン）
「僕はロックンロールから強い衝撃を受けるまで、ミュージシャンとして人生を送るなど考えてもいなかった。周りの人達に小銭を借りてレコードを買いに行ったんだ。え、何のレコードかって？『ロック・アラウンド・ザ・クロック』さ。」 （ジョン・レノン、1981年1月プレイボーイ誌のインタビューに対して）

## 主要メンバー
フォー・エイセス(1948～)、サドルメン(1950～)、コメッツ(1952～)の主要メンバーを加入順に紹介する。
- ビリー・ウィリアムソン(1925～1996)[スティール・ギター] - 1949年フォー・エイセス時代からバンドを支え、エセックス期に優れた演奏を残す。ビル以外唯一のヴォーカリストとして「ハイド・アンド・シーク」(1956)「ジャマイカDJ」(1957)他を録音。1963年脱退。「スキニー・ミニー」(1958)作曲者キャサリン・カフラは彼の妻[15]。
- ジョニー・グランデ(1930～2006)[ピアノ、アコーディオン] - ビリー同様フォー・エイセス時代からのメンバー。初期のキャリアにおいて彼の読譜力がバンドに重宝された。実際のステージではピアノより容易に移動できるアコーディオンを使用し派手なアクションもこなした[15]。
- ダニー・セドロン(1920～1954)[ギター] - セッション・ギタリストとして参加。代表曲「ロケット88」(1951)「ロック・ザ・ジョイント」(1952)「ロック・アラウンド・ザ・クロック」(1954)。自己のバンド、エスクワイアー・ボーイズを率いヘイリー作曲の「ロッカ・ビーティン・ブギ」をガイデン、レインボーの2社からリリースしている[15]。
- マーシャル・ライテル(1933～2013)[ベース] - 元々ギターを演奏していたがベーシストとして1951年加入。弦を指板に叩きつけるスラップ・ベース奏法を用いバンドに強いビートをもたらした[15]。
- ビリー・ガサック(1920～1994)[ドラム] - コメッツの録音に参加した最初のドラム。1955年ジョディマーズ結成に伴い脱退[15]。
- ジョーイ・ディアンブロシオ(1934～2021)[テナー・サックス] - 1953年19歳の時にバンド加入。ビッグ・ジョー・ターナーから「ブルー・ノートを吹きまくる生っ白い黒人」と称賛される（注 白人である彼のブルース・フィーリングを褒めたやや皮肉な表現）。彼のソロがフューチャーされる「ストレート・ジャケット」(1953)はアクロバティックなパフォーマンスと相まって重要なステージ曲となる[15]。2021年8月9日死去。L to R  Ralph Jones, Bill Haley, Franny Beecher

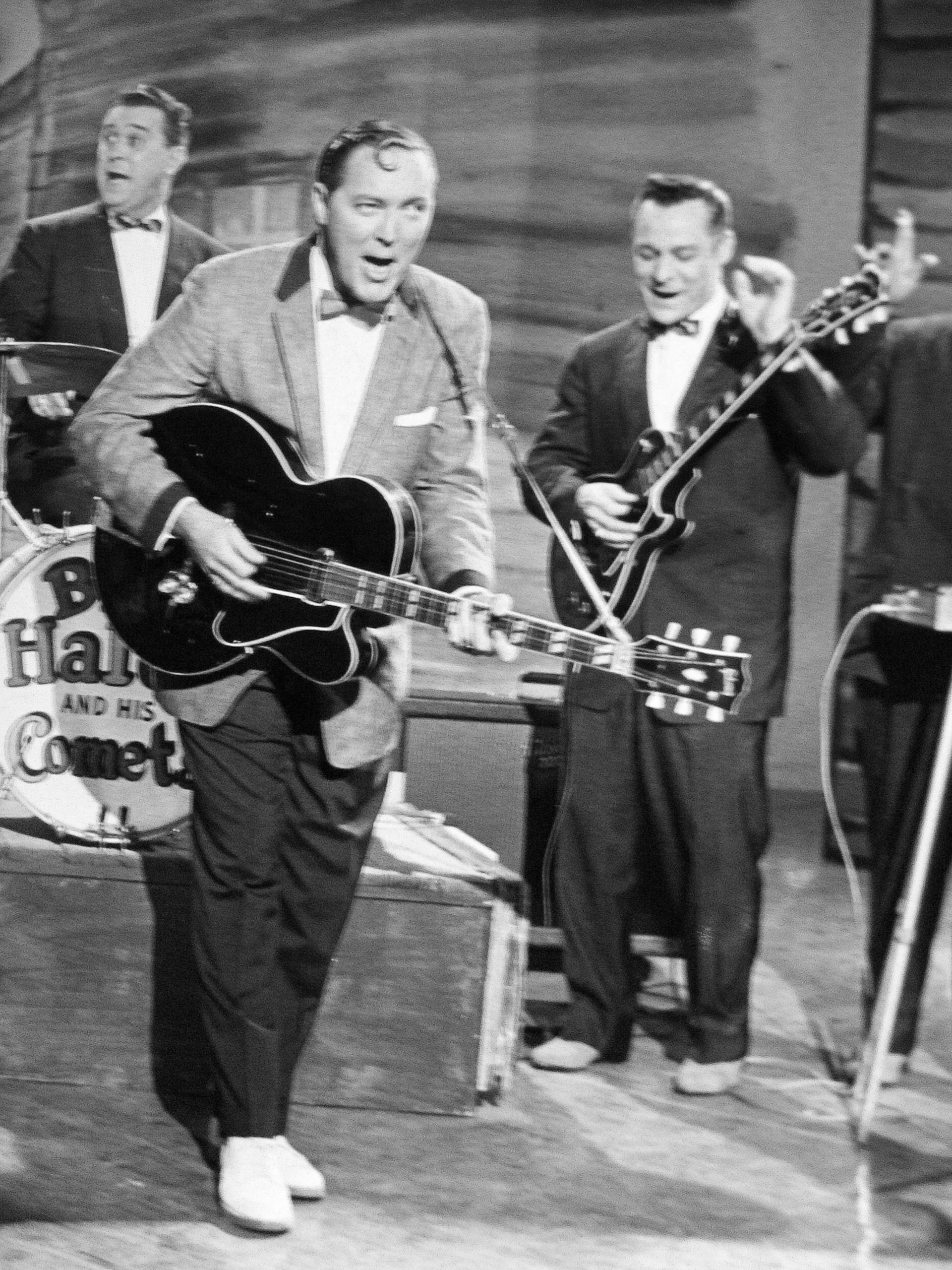
L to R Ralph Jones, Bill Haley, Franny Beecher

- アート・レイアーソン(1913～2004)[ギター] - 1930年代よりスタジオ・ミュージシャンとしてフランク・シナトラ、チャーリー・パーカー、エラ・フィッツジェラルド他多数のジャズ・プレイヤーと共演。1953年エセックス期録音に参加。「クレイジー・マン・クレイジー」(1953)他[16]。
- フラニー・ビーチャー(1921～2014)[ギター] - 1948年～49年ベニー・グッドマン楽団在籍。「ザ・トースト・オブ・タウンショー（後のエド・サリバン・ショー）」出演、トルーマン大統領就任式にて演奏。バディ・グレコ＆シャープスのメンバーを経て1954年コメッツ加入。「ゴーフィン・アラウンド」(1956)はロック黎明期におけるギターインストの最高峰。「シー・ユア・レター・アリゲーター」(1955)イントロで聞かれるコミカルな声はフラニーによる[15]。
- ルディ・ポンピリ(1924～1976)[テナー・サックス] - 1953年ダウンビート誌「最優秀新人テナーサックス」選出。ラルフ・マーテリー楽団を経て1955年コメッツ加入。インスト曲「ルディーズ・ロック」（1956年）が34位を記録。1960年に一時離脱も翌年復帰、コメッツ在籍期間が最も長いメンバーとなる。ビルとの間で「どちらかが死去した場合、もう片方は音楽界から引退する」約束がされていた。実際1976年ルディが亡くなるとビルは音楽活動を停止している。(後、要請があり復帰。)1975年ソネットからソロアルバム「The Sax That Changed the World」リリース[15]。
- ラルフ・ジョーンズ(1921～2000) - 多数のジャズ・バンドを経て旧知の間柄であったルディと共に1955年に加入[15]。